# John Harrington
John Michael „Bah“ Harrington (* 24. Mai 1957 in Virginia, Minnesota) ist ein ehemaliger US-amerikanischer Eishockeyspieler, der seit 1984 als Trainer arbeitet. Seit 2015 ist er Cheftrainer der Frauenmannschaft der Minnesota State University, Mankato.

## Karriere

### Als Spieler
John Harrington war ein herausragender Eishockeyspieler der Virginia High School im Bundesstaat Minnesota spielte. Nach einer führenden Saison in Virginia drängte Mike Sertich, Co-Trainer der University of Minnesota Duluth, Harrington dazu, dem Eishockeyteam der Universität beizutreten. Dort blieb er von 1975 bis 1979 und wurde mit Sertichs Hilfe zu einem führenden Spieler des Teams.
Nach seiner Leistung im Universitätsteam wurde er 1979 in das US-Nationalteam eingeladen, welches zu dieser Zeit von Herb Brooks trainiert wurde. 1980 wurde er für die Olympischen Winterspiele nominiert. Die USA schlug in der Finalrunde das stark favorisierte Team der UdSSR mit 4:3. Das Spiel ging als das sogenannte „Miracle on Ice“ in die Geschichte ein. Zwei Tage später schlugen sie im zweiten Spiel der Finalrunde Finnland mit 4:2 und gewannen somit die Goldmedaille. Beim Spiel gegen die UdSSR spielte Harrington den Assist auf Mike Eruzione, der damit das Siegtor erzielte.
Für kurze Zeit war Harrington bei den Buffalo Sabres in der National Hockey League aktiv, wechselte aber schnell zu den Rochester Americans in die American Hockey League, wo er sieben Punkte in zwölf Spielen erzielte. In einem Spiel gegen die Hershey Bears wurde Harrington von Lou Franceschetti attackiert. Er verlor für fünf Minuten das Bewusstsein und musste die Nacht mit einer Gehirnerschütterung, einem gebrochenen Kiefer und einer gebrochenen Nase sowie vier verlorenen Zähnen im Krankenhaus verbringen. Ab 1980 spielte Harrington für ein Jahr beim HC Lugano in der Schweiz, bevor er in die USA zurückkehrte, um wieder für das US-Nationalteam zu spielen. Mit diesem nahm er 1981, 1982 und 1983 an der Eishockey-Weltmeisterschaft teil. Zwischen kurzen Arbeitsphasen in der Central Hockey League, nahm er an den Olympischen Winterspielen 1984 in Sarajevo teil.

### Als Trainer und weiterer Werdegang
1984 beendete Harrington seine aktive Spielerkarriere und arbeitete an der University of Denver als Assistenztrainer unter Ralph Backstrom, einem ehemaligen Spieler der Montréal Canadiens. Den Höhepunkt Harringtons Arbeitszeit in Denver bildeten die Jahre 1985 und 1986, in denen das Eishockeyteam nach 34 gewonnenen Spielen in die Riege der NCAA Frozen Four, der vier Teilnehmer in den Halbfinals einer Saison der National Collegiate Athletic Association, vorstieß. 1990 kehrte Harrington zurück nach Minnesota, wo er als Co-Trainer für die St. Cloud State University arbeitete.
Von 1993 bis 2008 war Harrington der Cheftrainer an der Saint John’s University in Minnesota. In 15 Spielzeiten stellte er einen Rekord auf und gewann fünf Mal den Titel der Minnesota Intercollegiate Athletic Conference.
Am 31. März 2008 wurde bekannt, dass Harrington sein Amt als Trainer an der Saint John’s University niederlegen wird, um einen Trainerposten beim HC Ambrì-Piotta aus der Schweizer National League A anzunehmen. Dort wurde er aber bereits am 16. Dezember 2008 wieder entlassen.
Am 19. Januar 2009 unterschrieb Harrington einen Vertrag als Cheftrainer des slowenischen Nationalteams und am 11. Mai 2009 wurde er beim HC Asiago, ebenfalls als Trainer, engagiert. Obwohl ihm bei der Weltmeisterschaft 2010 mit seinem Team der Aufstieg in die Top-Division gelungen war, wurde der US-Amerikaner im Dezember 2010 vom slowenischen Verband entlassen und durch Matjaž Kopitar ersetzt. Rund einen Monat später wurde Harrington beim HC Asiago durch John Tucker an der Bande abgelöst. Zur Saison 2011/12 engagierte ihn die Colorado Avalanche in der Funktion als Scout. Seit 2015 ist er Cheftrainer der Frauenmannschaft der Minnesota State University, Mankato.

## Sonstiges

### Darstellung im Film
Als Mitglied des Olympischen Teams des Jahres 1980 wurde Harrington von Nate Miller im Film Miracle – Das Wunder von Lake Placid dargestellt, der von 1997 bis 2000 an der University of Minnesota ebenfalls Eishockey spielte.
Dem Film Miracle war eine Darstellung Harringtons durch Bill Schriner in dem 1981 produzierten TV-Film Miracle on Ice vorausgegangen.

### Familie
Harrington ist verheiratet und hat drei Kinder. Er ist der Vater von Chris Harrington, der ebenfalls Eishockeyprofi war.

### Spitzname „Bah“
Bei seiner Familie, Freunden und bekannten aus der High School ist Harrington unter dem Spitznamen „Bah“ bekannt. Diesen Namen erhielt er von seinem Bruder, der bei Johns Geburt gerade einmal ein Jahr alt war. In diesem Alter hatte der Bruder Probleme das Wort „Baby“ richtig auszusprechen und sagte stattdessen „Bah“.